# Chen Xujun
Chen Xujun (chinesisch 陳旭君 / 陈旭君, Pinyin Chén Xùjūn; * 4. März 2001 in Zhejiang) ist ein chinesischer Badmintonspieler.

## Karriere
Chen Xujun siegte 2023 bei den Hangzhou China International. 2024 gewann er die Macau Open. 2025 wurde er Mannschaftsasienmeister.

### Juniorenasienmeisterschaften
Mixed
| Jahr | Ort                                         | Partner   | Gegner                   | Endstand    | Ergebnis |
| ---- | ------------------------------------------- | --------- | ------------------------ | ----------- | -------- |
| 2019 | Suzhou Olympic Sports Centre, Suzhou, China | Zhang Chi | Feng Yanzhe Lin Fangling | 8–21, 13–21 | Bronze   |

### BWF World Tour
Herrendoppel
| Jahr | Wettbewerb | Level     | Partner | Gegner                                               | Endstand     | Ergebnis |
| ---- | ---------- | --------- | ------- | ---------------------------------------------------- | ------------ | -------- |
| 2024 | Macau Open | Super 300 | Liu Yi  | Sabar Karyaman Gutama Muhammad Reza Pahlevi Isfahani | 21–18, 21–14 | Sieger   |

### BWF International Challenge/Series
Herrendoppel
| Jahr | Wettbewerb                   | Partner      | Gegner                     | Endstand            | Ergebnis |
| ---- | ---------------------------- | ------------ | -------------------------- | ------------------- | -------- |
| 2023 | Hangzhou China International | Peng Jianqin | Low Hang Yee Ng Eng Cheong | 21–19, 19–21, 21–14 | Sieger   |